# Elacatinus louisae
Elacatinus louisae is een straalvinnige vissensoort uit de familie van grondels (Gobiidae). De wetenschappelijke naam van de soort is voor het eerst geldig gepubliceerd in 1968 door Böhlke & Robins.